# Kočki Vrh
Kočki Vrh este o localitate din comuna Sveti Jurij ob Ščavnici, Slovenia, cu o populație de 27 de locuitori.